# پرسفید کبوتری
پرسفید کبوتری یا گیله‌مات کبوتری (نام علمی: Cepphus columba) نام یک گونه از سرده گیله‌مات‌های حقیقی است.